# 大野尚
大野 尚（おおの ひさし、1958年5月1日 - ）は、日本の実業家。ビッグ・フィールド・マネージメント株式会社 代表取締役。福岡県福岡市出身。

## 略歴
学生時代のヨーロッパ旅行をきっかけにイタリアに遊学、精力的に世界を巡る旅を始める。現在までに訪れた国はおよそ130カ国以上。肉体労働、音楽関係、レストランでのコックの修行など様々な仕事を経験した後、偶然の出会いがきっかけで当時は無名だった株式会社エイチ・アイ・エス九州の創業期にアルバイトで入社。２年後に所長、その後、九州・中国地方を自ら切り開き、独立採算制の下、17年間で9坪のマンションの1室から東は岡山、鳥取より南は鹿児島まで21支店を開設。3部門を統括し、ローマ支店の設立、沖縄金秀商事との合併事業などを行い、年間3000万円に満たなかった九州・中国内の売上を百数十億円まで伸ばす。エイチ・アイ・エスの躍進を支え続け、2001年スカイマークに出向、親会社の役員兼務で常務、専務として第２創業期のスカイマークを初の黒字化を果たし、2004年に退任。同年に自己の会社ビッグ・フィールド・マネージメントを設立。
現在は、人の力を引き出すことで急成長を遂げた前職での豊富な実績をもとに、九州地域の中小企業のコンサルティングを行う傍ら、全国各地で経営者に向けた講演、専門誌への寄稿、経営塾の主催、大学の非常勤講師、IT企業の監査役を務めるなど精力的に活動する。

## 現在の役職
＜社外役員＞
株式会社ひみかな 取締役
FUTAEDA株式会社 社外取締役
株式会社アイキューブドシステムズ 社外監査役
リーフラス株式会社 社外取締役
＜大学講師＞
福岡大学 経済学部非常勤講師
事業構想大学院大学 特任教授

## 経歴
- 1958年5月1日 福岡県福岡市に生まれる。
- 1984年 株式会社インターナショナルツアーズ（現：株式会社エイチ・アイ・エス）入社
- 1986年 株式会社インターナショナルツアーズ福岡支店長就任
- 1990年 商号を現行の株式会社エイチ・アイ・エスに変更
- 1991年 株式会社エイチ・アイ・エス　九州営業本部　部長就任
- 1994年 株式会社エイチ・アイ・エス　九州中国営業本部　本部長就任
- 2000年 株式会社エイチ・アイ・エス　九州中国営業本部　取締役本部長就任
- 2001年 株式会社エイチ・アイ・エス　本社統括営業本部　取締役本部長就任
- 2002年 スカイマークエアラインズ株式会社（現スカイマーク株式会社）　常務取締役就任
- 2003年 スカイマークエアラインズ株式会社　専務取締役就任
- 2004年 スカイマークエアラインズ株式会社　顧問就任

　　　　　　　 ビッグ・フィールド・マネージメント株式会社設立　代表取締役就任
- 2005年 株式会社エイチ・アイ・エス　取締役退任

　　　　　　　 スカイマークエアラインズ株式会社（現スカイマーク株式会社）　監査役就任
- 2007年 株式会社アイキューブドシステムズ　社外監査役就任
- 2011年 株式会社ひみかな　取締役就任
- 2015年 スカイマーク株式会社　監査役退任
- 2018年 事業構想大学院大学　客員教授就任
- 2019年 事業構想大学院大学　特任教授就任
- 2020年 FUTAEDA株式会社　社外取締役就任
- 2021年 リーフラス株式会社　社外監査役就任

## 出版物
- 「これならできるよね。」（現代書林）
- 「小さい会社を強い会社に変える方法」（現代書林）
- 「沸騰経営 5%の奇蹟を創り出す10の鉄則」 （かなりや書房）

## メディア出演
- rkbテレビ 情報番組 「今日感テレビ」 コメンテーター（現在終了）
- rkbラジオ「こだわりハーフタイム」 パーソナリティ（現在終了）
- rkbラジオ「櫻井浩二 インサイト」曜日コメンテーター（2019年4月1日～2020年9月）
- KBCラジオ「武内裕之That's On Time」月１コメンテーター（2012年6月〜2014年4月）